# ایوان مارتین (بازیکن فوتبال، زاده ۱۹۹۹)
ایوان مارتین (انگلیسی: Iván Martín؛ زادهٔ ۱۴ فوریهٔ ۱۹۹۹) بازیکن فوتبال اهل اسپانیا است.
از باشگاه‌هایی که در آن بازی کرده‌است می‌توان به باشگاه فوتبال ژیرونا، باشگاه فوتبال دپورتیوو آلاوس، باشگاه فوتبال ویارئال، و باشگاه فوتبال میراندس اشاره کرد.
وی همچنین در تیم‌های ملی فوتبال زیر ۱۶ سال اسپانیا، زیر ۱۷ سال اسپانیا، زیر ۱۸ سال اسپانیا، و زیر ۱۹ سال اسپانیا بازی کرده‌است.